# Metacyclops superincidentis
Metacyclops superincidentis – gatunek widłonoga z rodziny Cyclopidae. Nazwa naukowa tego gatunku skorupiaków została opublikowana w 2004 roku przez zoologa Tomislava Karanovicia.